# 張頤 (天順進士)
張頤（1435年—1500年），字養正，直隸江都縣人，後占藉山西太原衛，明朝政治人物。進士出身。

## 生平
景泰七年（1456年）丙子山西鄉試第五名。天順四年（1460年）庚辰科會試第五十九名，殿試登進士第三甲第九十四名。改翰林院庶吉士，授本院检讨，升修撰，擢都察院右佥都御史、巡抚宣府。时太监汪直北征，张颐曲意谄事，遂以军功转左，不久升工部右侍郎。成化十九年癸卯（1483年）被劾致仕，弘治十三年（1500年）八月卒，赐祭葬如例。

## 家族
曾祖張義，曾任密雲後衛千戶。祖父張鑑，曾任山西都指揮僉事。父亲張玉，曾任山西太原左衛指揮同知。